# Henri Chabrillat
Henri Chabrillat (28. prosince 1841 Marseille – 15. ledna 1893 Courbevoie) byl francouzský spisovatel a libretista.

## Dílo

### Knihy
- Les amours d'une millionnaire (1883),
- La Petite Belette (1884),
- La Fille de Monsieur Lecoq (1886, Dcera pana Lecoqa), společně s Williamem Busnachem,
- Les cinq sous de Lavarède (1894, Pět sous Lavarèdových), společně Paulem d'Ivoiem, dobrodružný román, česky jako S prázdnou kapsou kolem světa.

### Libreta
- Mazeppa (1872), opera buffa Charlese Pournyho,
- Dans le mouvement (1872), vaudeville Williama Busnacha,
- Le Roi d'Yvetôt (1873, Král z Yvetotu), opera buffa Léona Vasseura,
- La belle Bourbonnaise (1874), komická opera Augusta Cœdèse,
- La fiancée du roi de Garbe (1874), komická opera Henryho Litoffa,
- Les Mirlitons (1876), vaudeville Alfreda Duru,
- Les trois Margot (1877), opera buffa Charlese Grissarta.

## Filmové adaptace
- Les cinq sous de Lavarède (1913), francouzský němý film, režie Henri Andérani.
- Les cinq sous de Lavarède (1927), francouzský němý film, režie Maurice Champreux.
- Les cinq sous de Lavarède (1939), francouzský film, režie Maurice Cammage, v hlavní roli Fernandel.

## Česká vydání
- S prázdnou kapsou kolem světa, Albatros, Praha 1973, přeložil Václav Cibula.